# Canada’s Wonderland
Canada’s Wonderland – park rozrywki otwarty w 1981 roku w Vaughan w Kanadzie. W swojej ofercie posiada liczne atrakcje, w tym kilkanaście kolejek górskich, z czego 3 bardzo wysokie w kategoriach hyper coaster i giga coaster.

## Kolejki górskie

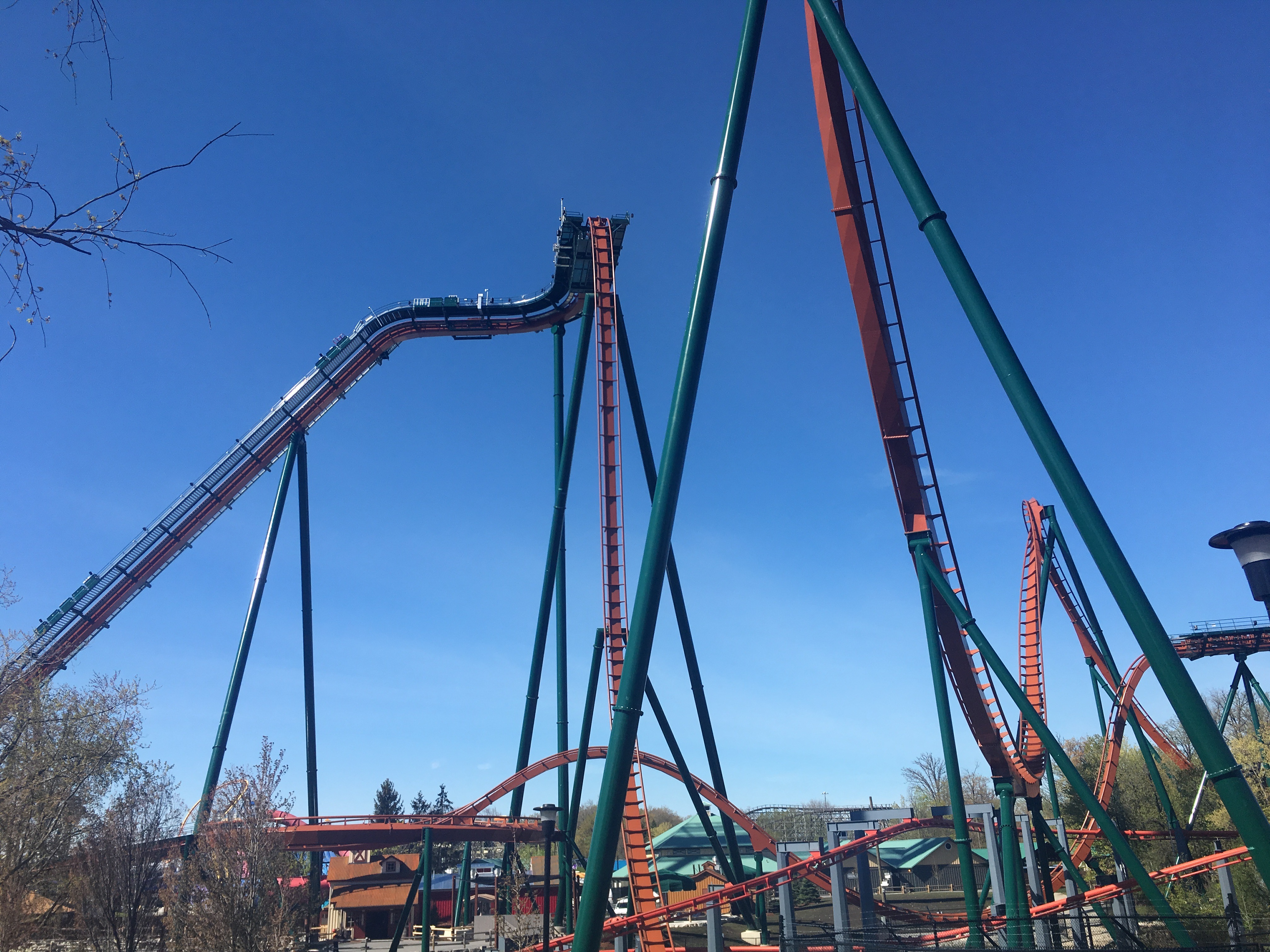
Yukon Striker

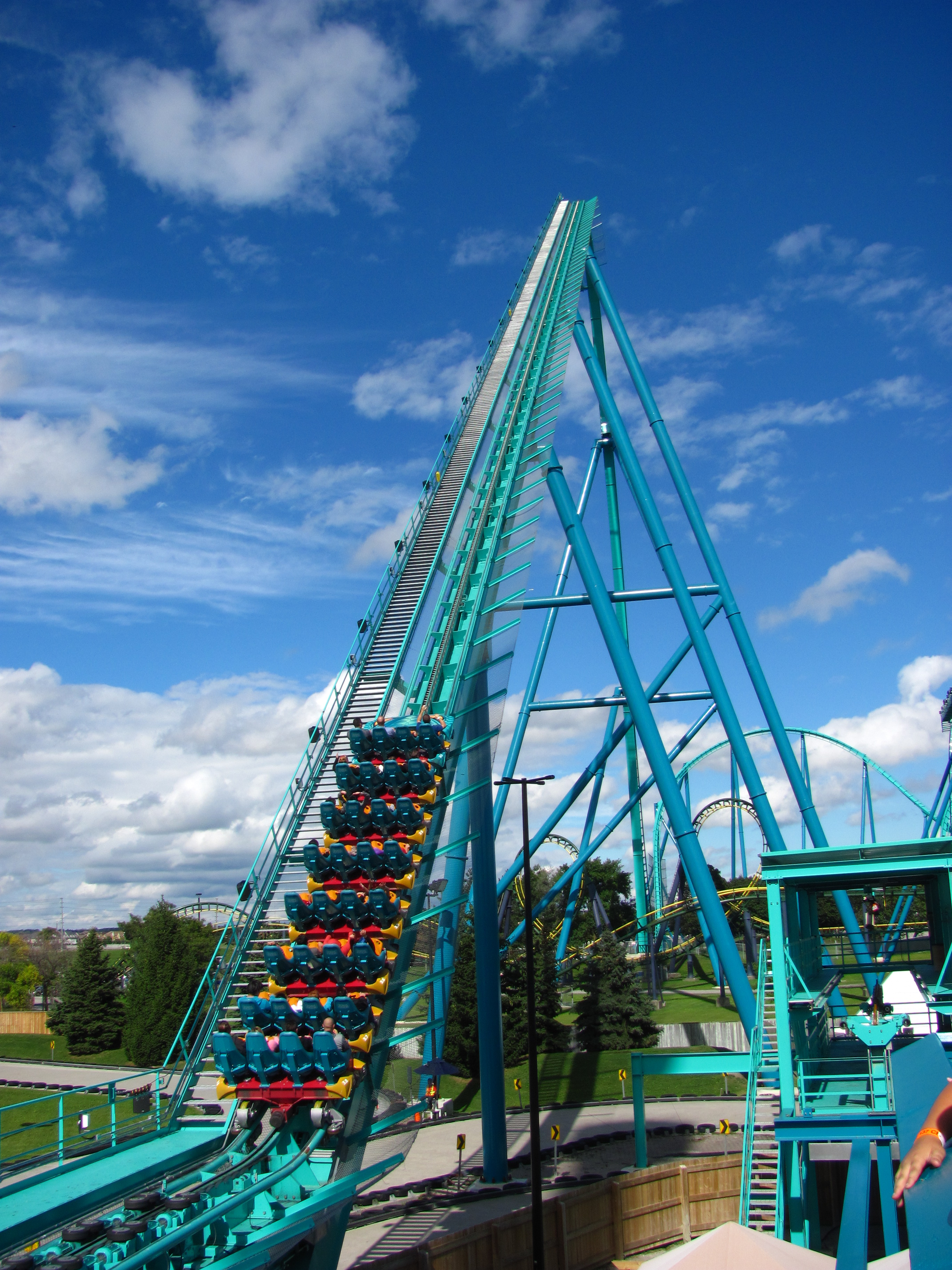
Leviathan

### Czynne
W 2024 roku w parku znajdowało się 18 czynnych kolejek górskich:
| #  | Nazwa                      | Producent            | Data otwarcia | Typ                        | Wysokość [m] | Prędkość [km/h] | Źródło |
| -- | -------------------------- | -------------------- | ------------- | -------------------------- | ------------ | --------------- | ------ |
| 1  | Thunder Run                | Mack Rides           | 23 maja 1981  | stalowy powered coaster    | 10,1         | 64,4            | [ 3 ]  |
| 2  | Dragon Fyre                | Arrow Dynamics       | 1981          | stalowa                    | 23,8         | 80,5            | [ 4 ]  |
| 3  | Mighty Canadian Minebuster | PTC                  | 1981          | drewniana                  | 27,4         | 90              | [ 5 ]  |
| 4  | Wilde Beast                | PTC                  | 1981          | drewniana                  | 25           | 90,1            | [ 6 ]  |
| 5  | Ghoster Coaster            | PTC                  | 1981          | drewniana rodzinna         | 12,5         | 56,3            | [ 7 ]  |
| 6  | Bat                        | Vekoma               | 1987          | stalowy shuttle coaster    | 35,5         | 75,6            | [ 8 ]  |
| 7  | Vortex                     | Arrow Dynamics       | 12 maja 1991  | stalowa odwrócona          | 27,7         | 88,5            | [ 9 ]  |
| 8  | Flight Deck                | Vekoma               | 7 maja 1995   | stalowa odwrócona          | 33,3         | 80              | [ 10 ] |
| 9  | Taxi Jam                   | E&F Miler Industries | 1998          | stalowa dziecięca          | ?            | ?               | [ 11 ] |
| 10 | Fly                        | Mack Rides           | 2 maja 1999   | stalowa rodzinna           | 15,8         | 56,3            | [ 12 ] |
| 11 | Silver Streak              | Vekoma               | 6 maja 2001   | stalowa rodzinna odwrócona | 14,8         | 41,8            | [ 13 ] |
| 12 | Time Warp                  | Zamperla             | 2004          | stalowy flying coaster     | 15,2         | 41,4            | [ 14 ] |
| 13 | Backlot Stunt Coaster      | Premier Rides        | 1 maja 2005   | stalowa rodzinna           | 13,8         | 64,4            | [ 15 ] |
| 14 | Behemoth                   | B&M                  | 4 maja 2008   | stalowy hyper coaster      | 70,1         | 123,9           | [ 16 ] |
| 15 | Leviathan                  | B&M                  | 6 maja 2012   | stalowy giga coaster       | 93,3         | 148,1           | [ 17 ] |
| 16 | Wonder Mountain's Guardian | ART Engineering      | 24 maja 2014  | stalowa rodzinna           | 18,3         | ?               | [ 18 ] |
| 17 | Yukon Striker              | B&M                  | 3 maja 2019   | stalowy hyper dive coaster | 68           | 130             | [ 19 ] |
| 18 | Snoopy's Racing Railway    | ART Engineering      | 18 maja 2023  | stalowa rodzinna           | ?            | 50              | [ 20 ] |

### W budowie
W 2024 roku w parku w budowie znajdowała się 1 nowa kolejka górska:
| # | Nazwa     | Producent     | Data otwarcia | Typ                      | Wysokość [m] | Prędkość [km/h] | Źródło |
| - | --------- | ------------- | ------------- | ------------------------ | ------------ | --------------- | ------ |
| 1 | AlpenFury | Premier Rides | 2025          | stalowy launched coaster | 50           | 115             | [ 21 ] |

### Usunięte
Do 2024 roku z 19 wybudowanych w historii parku kolejek górskich 1 została usunięta:
| # | Nazwa    | Producent | Data otwarcia | Data zamknięcia | Typ                      | Wysokość [m] | Prędkość [km/h] | Źródło |
| - | -------- | --------- | ------------- | --------------- | ------------------------ | ------------ | --------------- | ------ |
| 1 | SkyRider | Togo      | 4 maja 1985   | 1 września 2014 | stalowy stand-up coaster | 26,8         | 82,1            | [ 23 ] |